# Moda na década de 2010

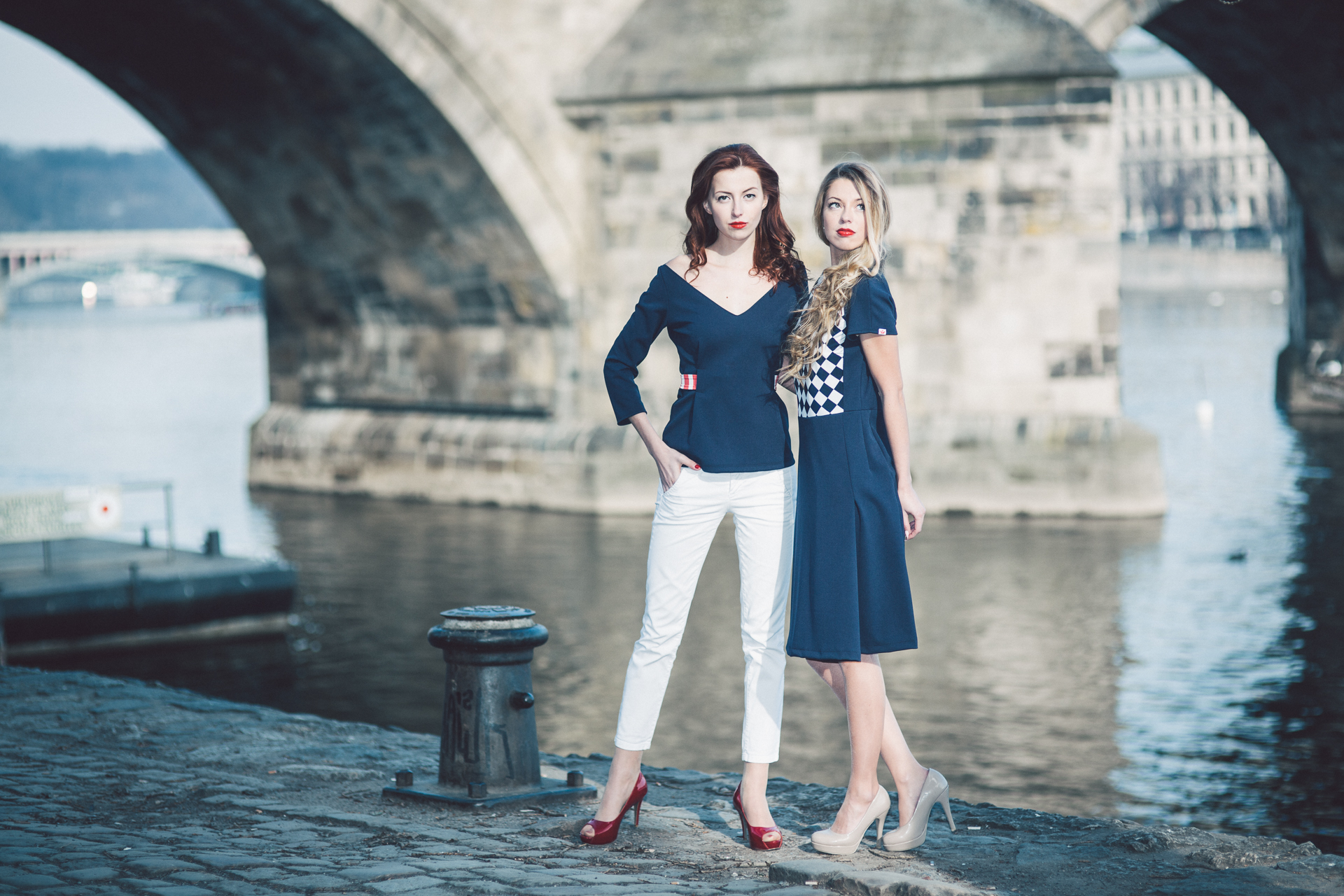
Duas modelos posam para uma sessão fotográfica (2015).

Moda na Década de 2010 se definiu por um retorno de peças de moda da década de 30 e dos anos de guerra da década de 1940, pela moda hipster e alternativa, pelas cores fluorescentes características dos anos 80 do século XX (de 2012 a 2017), por elementos unisseo característicos do início da década de 1990 (influenciados pelo grunge) e pela moda skatista.
Muitas das modas de meados e do final da década de 2000 se mantiveram populares na Europa, Estados Unidos, América do Sul, Austrália e Ásia oriental, especialmente o visual indie pop, que se baseou, em grande parte, em elementos do garage rock dos anos 70 do século XX, na contracultura da década de 60 e na moda alternativa contemporânea.
Entre as marcas de moda mais populares a nível mundial se incluem a Forever 21, Topshop, Topman, Uniqlo, Christian Dior, Hollister, Abercrombie e Fitch, Ben Sherman, Lacoste, Penshoppe, Bench, H&M, Nine West, Kashieca, Human, Burberry (especialmente na China, de 2010 a 2015), Monsoon, River Island, Dorothy Perkins, Coach, Marks and Spencer, Hugo Boss e Alberto.
Relativamente ao homens, e influenciado pela moda hipster, as barbas, especialmente as barbas longas, têm sido populares durante toda a década (a moda teria as suas origens na época da crise financeira de 2008), assim como os bigodes. Quanto aos cabelos, o coque (carrapito em Portugal ou man bun nos países de língua inglesa) masculino tornou-se popular durante esta década, sendo particularmente usado em meados da mesma.
Outra moda característica da década de 2010 são as calças estreitas. Moda já vinda dos finais da década de 2000, com origens na cultura emo, nos anos 2010 as calças coladas às pernas, jeans ou feitas de outro material, se tornaram um adereço de uso generalizado por pessoas com diferentes estilos de vida e ocupações.